# Rue de Stalingrad (Bobigny)
Pour les articles homonymes, voir Rue de Stalingrad.
La rue de Stalingrad, est l'une des artères principales de Bobigny. Elle suit le tracé de la route nationale 186.

## Situation et accès

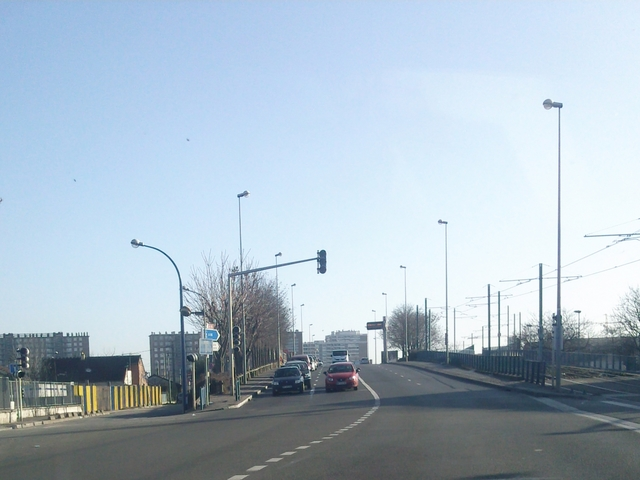
Pont franchissant la ligne de la grande ceinture de Paris, en 2012.

Sur son trajet rectiligne, en partant de l'ouest, la rue de Stalingrad rencontre notamment le rond-point de l'Abbé-Grégoire, où convergent l'avenue de la Convention et la rue Saint-Stenay. Elle passe ensuite au-dessus de la ligne de la grande ceinture de Paris et de la ligne de desserte du Bourget. Traversant le rond-point Repiquet, elle se termine à la place de l'Escadrille-Normandie-Niémen.
Cette rue est desservie par la station de métro La Courneuve - 8 Mai 1945, terminus nord de la ligne 7 du métro de Paris, et est suivie sur toute sa longueur par la ligne 1 du tramway d'Île-de-France.

## Origine du nom
Elle rend hommage à la bataille de Stalingrad qui se déroula entre 1942 et 1943, et fit environ 1 280 000 morts, blessés, prisonniers ou disparus.

## Historique
Cet axe s'appelait autrefois « route de Saint-Denis »,. 
Des fouilles archéologiques menées en 2016 à l’angle de l’avenue de Stalingrad et de l’allée de Bellevue, le long de ce qui était la voie romaine Paris-Senlis démontrèrent une présence humaine permanente datant du Bas-Empire romain (fin IVe - début Ve siècle). Trois sépultures, datant de l’Antiquité ou du Haut Moyen Âge, ont également été mises au jour, ainsi qu'un puits contenant quantité de tegulae et imbrices - tuiles plates et rondes d'origine romaine.
Comme de nombreuses autres voies sur la partie nord de la route nationale 186, son ancien nom provient de sa direction vers l'abbaye de Saint-Denis.

## Bâtiments remarquables et lieux de mémoire
- Hôpital Avicenne.
- Chapelle Notre-Dame-de-l'Étoile de Bobigny, dans une rue latérale.